# برنگتسا (شهرستان اوپوله)
برنگتسا (به لهستانی:  Brynica) یک روستا در لهستان است که در گمینا ووبنگانه واقع شده‌است. برنگتسا ۱٬۲۰۰ نفر جمعیت دارد.